# Griffith Observatory

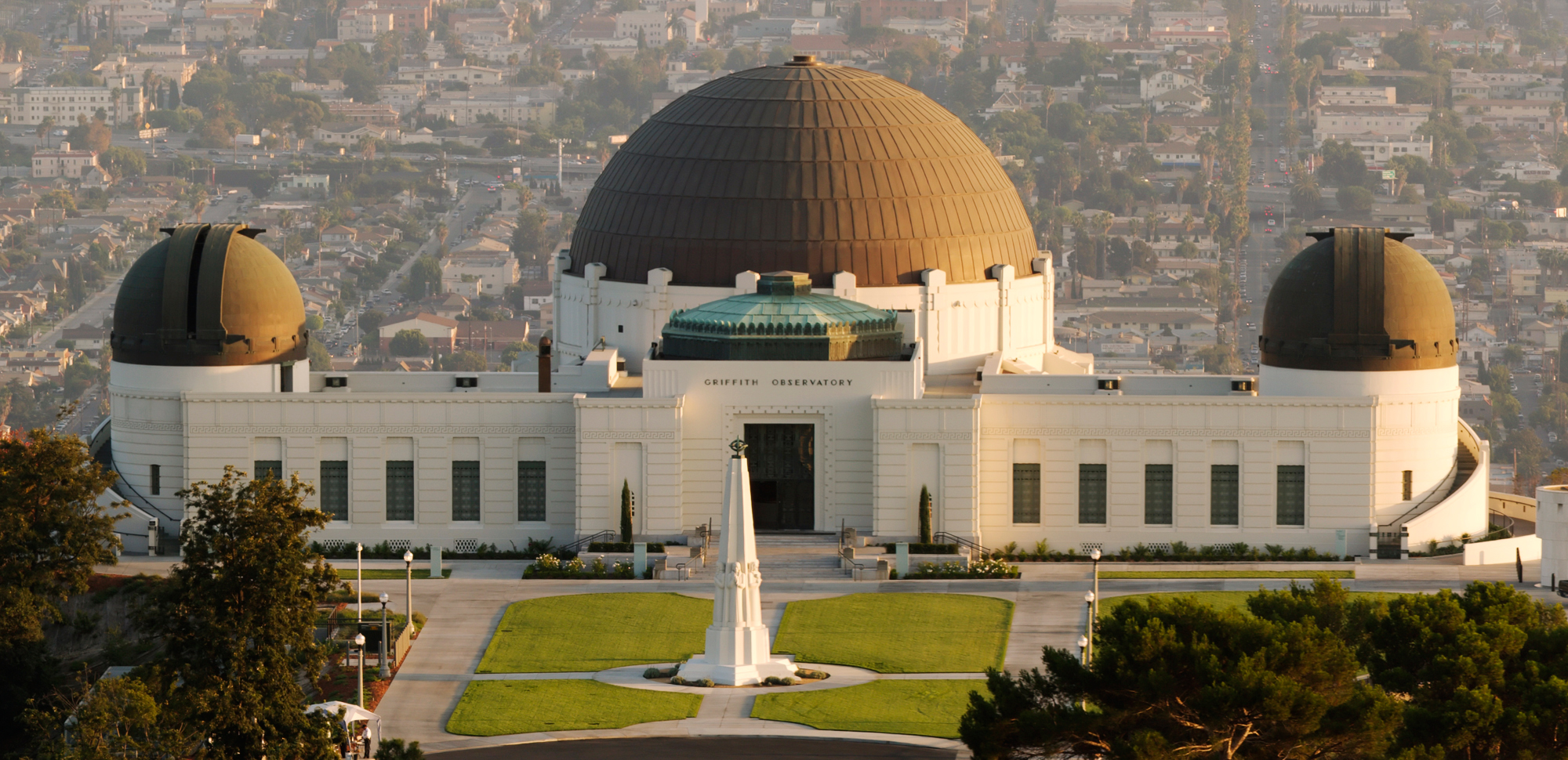
Griffith Observatory 2006.

Griffith Observatory är ett observatorium i Los Angeles, Kalifornien. Det är beläget i den södra delen av Griffith Park. Från dess utsiktsplats syns Los Angeles-slätten, Hollywoodskylten, liksom stadens centrum i sydöst, Hollywood i söder, samt Stilla havet i sydväst.
Anläggningen är en populär turistattraktion och har omfattande utställningar om vetenskap och om rymden. Sedan observatoriets öppnande 1935 har inträde varit gratis i enlighet med upphovsmannen Griffith J. Griffith testamente.

## Historik
I december 1896 donerade Griffith ett område på drygt 12 km² runt observatoriet till Los Angeles stad. I sitt testamente skänkte han pengar för byggnation av ett observatorium, en utställningslokal och ett planetarium på platsen. Griffiths intention var att göra astronomi tillgängligt för allmänheten, i motsats till den förekommande uppfattningen att observatorier skulle uppföras på avlägsna platser avsedda för forskare.
Under andra världskriget användes planetariet för att träna piloter i navigering. Det användes i samma syfte på 1960-talet för att förbereda Apolloprogrammets astronauter inför de första resorna till månen.
Observatoriet stängdes 2002 för renovering och öppnade 2006 med utökade utställningsgsytor.
En skogsbrand spred sig i närheten av anläggningen i maj 2007.
I maj 2008 erbjöd observatoriet besökarna livesändningar av rymdsonden Phoenix landning på Mars.

## I populärkulturen
Griffith Observatory förekommer i flera filmer och tv-serier. Bland annat kan det ses i Ung rebell från 1955 med James Dean, Terminator, Rocketeer och Love & Mercy.
Observatoriet är också platsen för avsnitt av exempelvis MacGyver och Mannen från U.N.C.L.E.. Det är även föremålet för olika låtar och dyker upp i flera datorspel, bland annat Grand Theft Auto V.

## Galleri

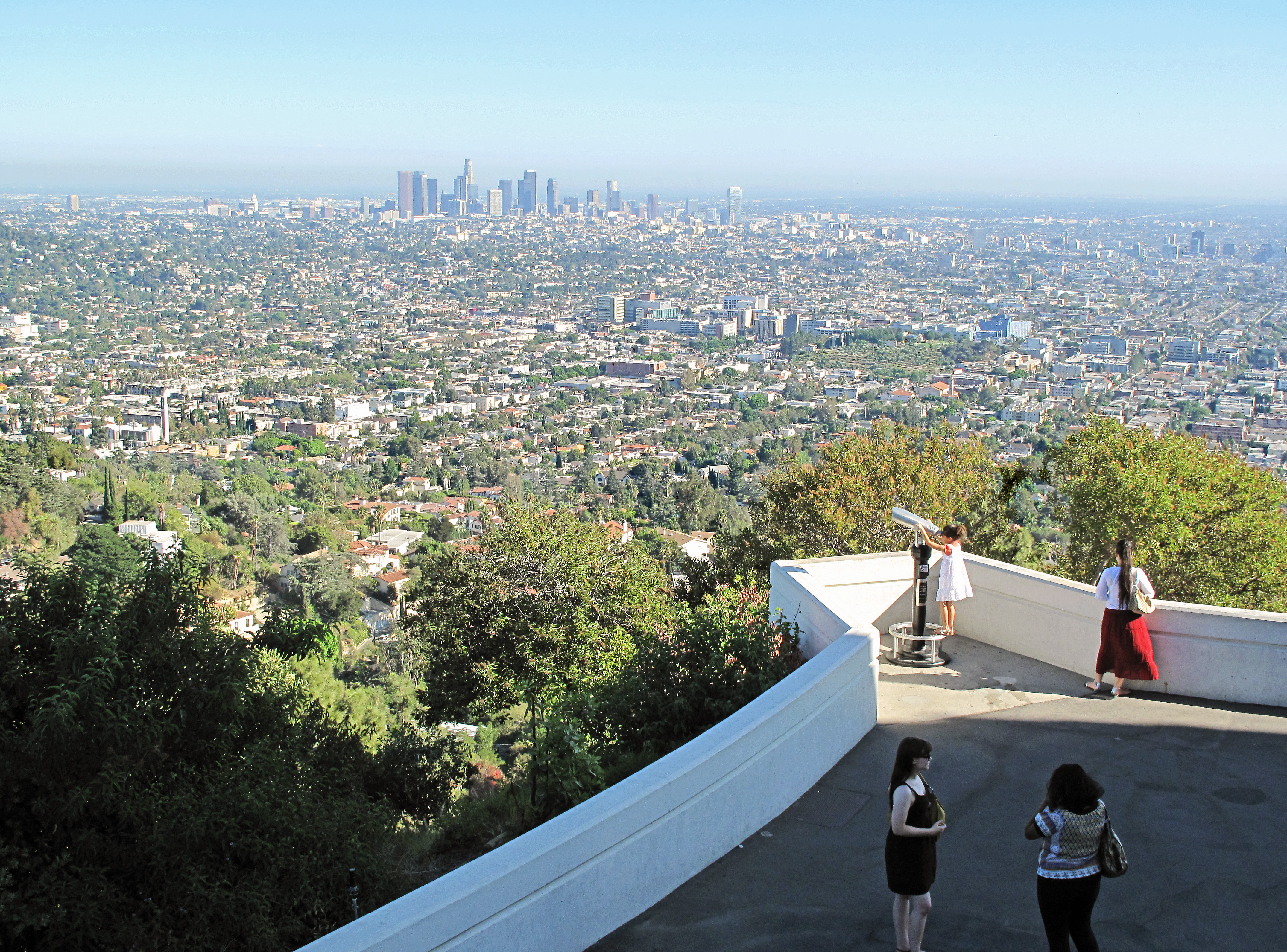
Vy från Griffith Observatory, 2012
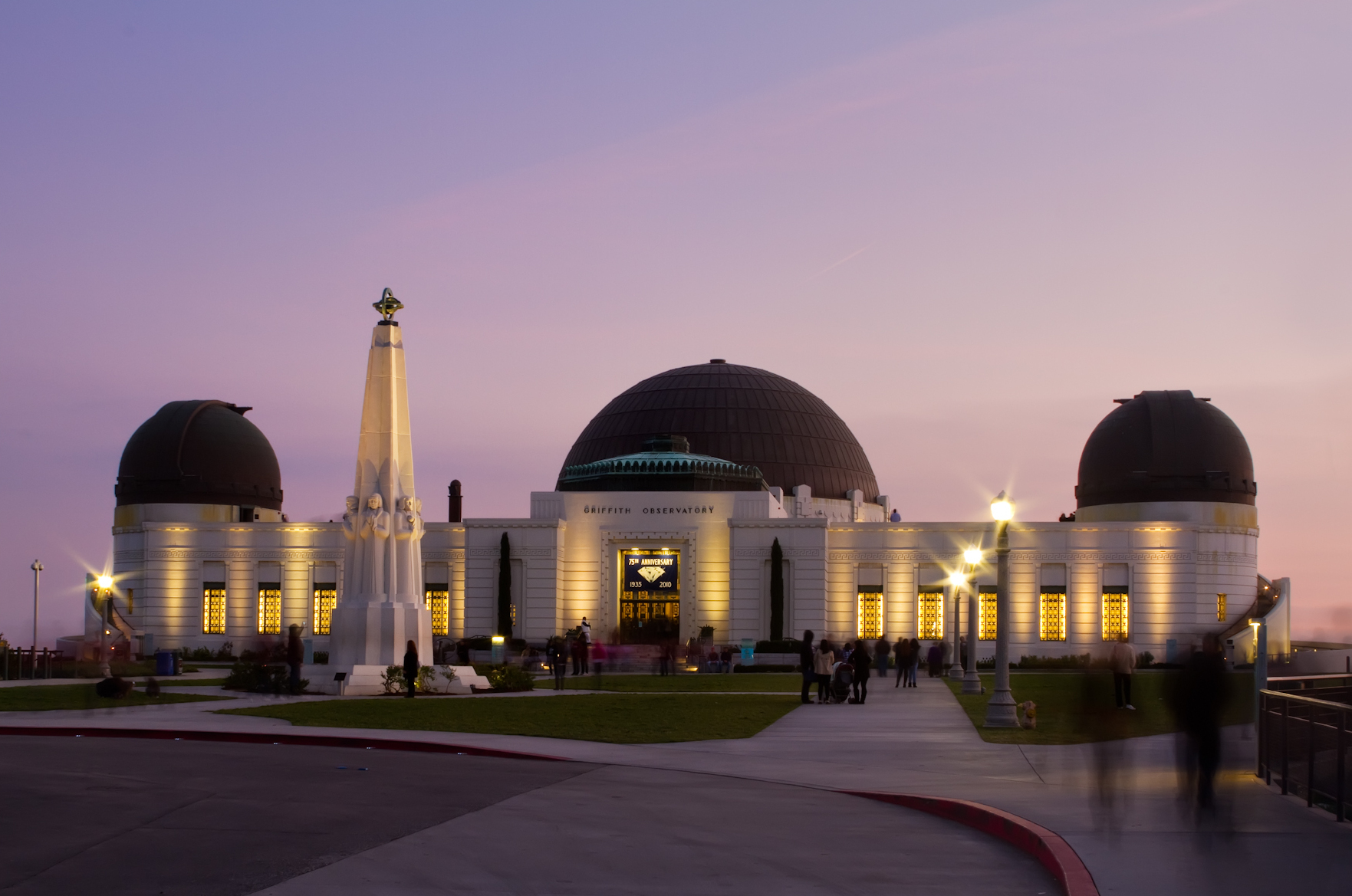
Observatoriet vid solnedgång, 2011
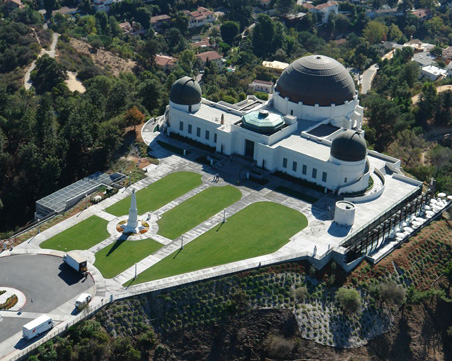
Flygfoto
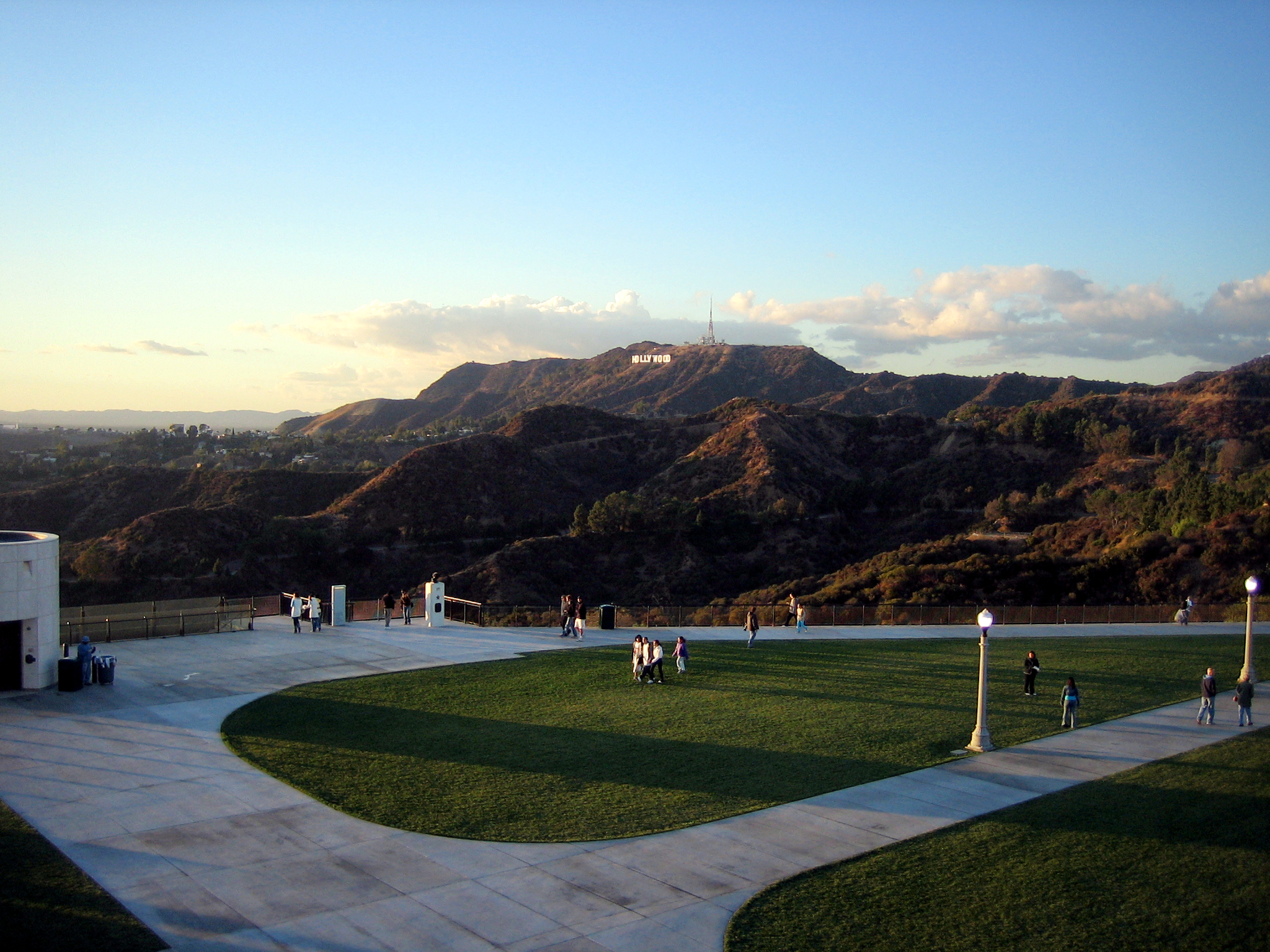
Vy av Hollywoodskylten från Griffith Observatory